# Aechmea andersoniana
Aechmea andersoniana är en gräsväxtart som beskrevs av Elton Martinez Carvalho Leme och Hans Edmund Luther. Aechmea andersoniana ingår i släktet Aechmea och familjen Bromeliaceae. Inga underarter finns listade i Catalogue of Life.